# Кампучійсько-в'єтнамський конфлікт
Кампучійсько-в'єтнамський конфлікт — збройний конфлікт за участю керованої режимом Пол Пота Демократичної Кампучії та Соціалістичної Республіки В'єтнам, що тривав з 1975 по 1989 рік. Конфлікт складався з двох етапів - прикордонна війна між країнами (1975-1978) і громадянська війна в Кампучії при активній участі в'єтнамської армії (1979-1989).

## Прикордонна війна
Історично Камбоджа і В'єтнам ворогували один з одним, але більш важливими були суперечності, що виникли між керівництвом Північного В'єтнаму і «червоних кхмерів» на початку 1970-х років. Спочатку північнов'єтнамська армія брала активну участь у камбоджійській громадянській війні на боці «червоних кхмерів», однак виявленні глибокі розбіжності між союзниками призвели до того, що в 1972-1973 роках Північний В'єтнам зняв свої війська з лінії фронту.
У квітні 1975 року  закінчилася Війна у В'єтнамі: північнов'єтнамські війська взяли Сайгон, — Республіка В'єтнам впала і в'єтнамським півднем була проголошена комуністична Республіка Південний В'єтнам. У тому ж місяці «червоні кхмери» взяли Пномпень, тим самим здобувши перемогу в громадянській війні в Камбоджі. Практично відразу ж після цього відносини між двома країнами почали швидко погіршуватися. Вже в травні 1975 року на камбоджійсько-південов'єтнамському кордоні відбулися перші збройні інциденти. Вони (як і всі наступні) були спровоковані камбоджійською стороною.
2 липня 1976 року  вважається офіційною датою так званого "Об'єднання двох В'єтнамів", утворенням нової Соціалістичної Республіки В'єтнам. У 1977 році після деякого затишшя стався різкий сплеск бойових дій. «Червоні кхмери» переходили кордон і вбивали мирних в'єтнамських жителів. Найбільша трагедія сталася в квітні 1978 року в селищі Батюк, провінція Анзянг, все населення якого - 3000 чоловік - було винищено. «Червоними кхмерами» висувалися войовничі гасла на кшталт «Готові воювати з В'єтнамом 700 років!». Такі дії не могли залишитися безкарними, і в'єтнамська армія зробила кілька рейдів на територію Камбоджі. У той же час, «червоні кхмери» знищили в країні практично всіх етнічних в'єтнамців.
При цьому протягом декількох років в'єтнамське керівництво сприймало агресію з боку «червоних кхмерів» не як цілеспрямовану антив'єтнамську політику, а як побічний результат внутрішніх суперечностей у керівництві «червоних кхмерів». «Брат № 2» Нуон Чеа вважався «другом В'єтнаму» і періодично домагався від в'єтнамців економічної підтримки.
В кінці грудня 1978 року (за іншими даними - місяцем раніше) В'єтнам (ком. Ван Тьєн Зунг) почав повномасштабне вторгнення в Камбоджу з метою повалення режиму «червоних кхмерів». 7 січня 1979 року був узятий Пномпень. Влада була передана Єдиному фронту національного порятунку Кампучії на чолі з Хенг Самріном. Ця організація була створена в грудні 1978-го і не зіграла майже ніякої ролі у бойових діях, проте в ідеологічних цілях саме вона була представлена як визволитель камбоджійського народу від тиранії Пол Пота.

## Окупація
Після втрати Пномпеня сили «червоних кхмерів» відступили на захід, до кампучійсько-тайського кордону. Цей район став місцем їх базування на наступні два десятиліття. Тим часом Китай — єдина країна, яка підтримувала близькі зв'язки з режимом Пол Пота — з роздратуванням спостерігав за подіями. До цього часу В'єтнам у зовнішній політиці остаточно переорієнтувався на СРСР, з яким у КНР продовжували зберігатися вкрай напружені відносини. Китайське керівництво публічно заявило про намір «дати В'єтнаму урок» у зв'язку з окупацією Камбоджі, і 17 лютого 1979 року китайська армія вторглася у В'єтнам. Війна була запеклою і швидкоплинною, — вже до середини березня бойові дії завершилися. Формально В'єтнам здобув перемогу.
Після завершення китайської агресії армія В'єтнаму розгорнула новий наступ проти «червоних кхмерів». До середини року вона контролювала всі основні міста Камбоджі. За іронією долі соціалістичний В'єтнам, який до цього три десятиліття використовував партизанську тактику проти японських, французьких та американських регулярних армій, тепер сам був залучений в затяжну боротьбу з кхмерськими партизанами. Оскільки урядова армія Хенг Самріна була ще занадто слабка, В'єтнам продовжував тримати в Камбоджі військовий контингент з постійною чисельністю 170-180 тис. осіб. Щороку в першій половині року в'єтнамські війська проводили наступальні операції на заході країни, а по другій половині з приходом сезону дощів відходили на свої бази. «Червоні кхмери» продовжували утримувати позиції в районі кордону, а також мали тилові бази на території Таїланду. Це призвело до цілого ряду зіткнень між в'єтнамськими та тайськими арміями.
Пров'єтнамський характер політики режиму Хенг Самріна не сприяв національного єднання. В лавах «Червоних кхмерів» у 1981 році Пол Пот був частково усунений від керівництва, Комуністична партія Кампучії була розпущена, а на її основі створена Партія за Демократичну Кампучію під керівництвом Сон Санна і Кхіеу Сампхан, яка заявила про відмову від марксизму-ленінізму, визнала принципи ринкової економіки і попросила вибачення за репресії, здійснені в період правління «червоних кхмерів». В червні 1982 року Партія за демократичну Кампучію, прихильники принца Сіанука (Рух за національне визволення) і прихильники Сон Санна (Національно-визвольний фронт кхмерського народу) утворили Коаліційний уряд Демократичної Кампучії, що отримало офіційне визнання ООН. Сіанук був оголошений президентом Демократичної Кампучії, а Сон Санн - прем'єр-міністром.
Зміцнення урядової армії Камбоджі і міжнародні зміни призвели до того, що до кінця 1980-х років В'єтнам почав згортати свою участь у війні. У вересні 1989 року було оголошено про повне виведення в'єтнамських військ з Камбоджі, проте там ще залишалися в'єтнамські військові радники. Війна між камбоджійським урядом і «червоними кхмерами» тривала ще близько десятиліття.
Число жертв війни невідомо. Офіційні представники В'єтнамської народної армії давали суперечливі дані про понесені за 10 років втрати; згідно з їх заявами, в Камбоджі загинуло від 15 до 55 тисяч в'єтнамських солдатів (для порівняння, радянська армія в Афганістані втратила 15 тисяч військовослужбовців загиблими, американська армія у В'єтнамі - 58 тисяч).